# 닥터 후 컨피덴셜
닥터 후 컨피덴셜(Doctor Who Confidential)은 닥터 후 시리즈의 제작 과정을 담은 다큐멘터리이다. 뉴 시즌 1이 시작된 2005년부터 방영되다가 BBC의 재정상태 악화로 새 프로그램이 기획되어 2011년 뉴 시즌 6를 끝으로 종영하였다. 이후 뉴 시즌 7부터는 웹사이트를 통해 컨피덴셜 미니소드를 올리며 이와 비슷한 컨셉의 방송으로 토치우드 디클래시파이드와 「Greek Uncovered」,「Heroes Unmasked」 등이 방영되고 있다. 한편 2011년의 종영 결정은 결정은 작가진과 닥터 역의 맷 스미스, 그리고 온라인 청원으로 BBC의 헛된 결정을 반대한 팬들에 의해 비판을 받았다.